# شهرستان آرتور
شهرستان آرتور، نبراسکا (به انگلیسی: Arthur County, Nebraska) یک سکونتگاه مسکونی در ایالات متحده آمریکا است که در نبراسکا واقع شده‌است.

## خصوصیات
شهرستان آرتور ۱٬۸۵۹٫۶۲ کیلومترمربع مساحت دارد.